# Ambroży (Meleacă)
Ambroży, imię świeckie Valentin Meleacă (ur. 20 kwietnia 1969 w Scorțeni) – duchowny Rumuńskiego Kościoła Prawosławnego, od 2006 biskup Giurgiu. 

## Życiorys
Święcenia prezbiteratu przyjął 11 maja 1992. Chirotonię biskupią otrzymał 15 października 2000.